# Ваља Појениј (Горж)
Ваља Појениј (рум. Valea Poienii) насеље је у Румунији у округу Горж у општини Самаринешти. Oпштина се налази на надморској висини од 244 m.

## Становништво
Према подацима из 2002. године у насељу је живело 171 становника, од којих су сви румунске националности.